# Bludnaja (fiume, isola Bol'šoj Ljachovskij)
La Bludnaja (in russo Блудная?) è un fiume della Russia, sull'isola Bol'šoj Ljachovskij (Isole della Nuova Siberia).
Il fiume ha origine nella parte nord del monte Čallach-Chaja e scorre verso nord-ovest. Sfocia nel Mare di Laptev, formando un'ampia estuario, largo fino a 300 m dove si trovano alcune isole. Ha una lunghezza di 151 km e il suo bacino è di 922 km².  Il corso del fiume è tortuoso, paludoso nella parte inferiore. La larghezza del canale nella parte centrale è di 15 m, vicino alla foce arriva a 75 m. La profondità va da 0,4 nella parte centrale a 1,8 m nel basso corso. Il fondo del canale è sabbioso.